# Harry Potter (filmserie)
 For alternative betydninger, se Harry Potter (flertydig). (Se også artikler, som begynder med Harry Potter)
Harry Potter er en britisk-amerikansk filmserie baseret på Harry Potter-bøgerne, der er skrevet af forfatteren J. K. Rowling. Serien er blevet distribueret af Warner Bros. og den består af otte fantasyfilm, der begynder med Harry Potter og De Vises Sten (2001) og kulminerer med Harry Potter og Dødsregalierne - del 2 (2011). En spin-off prequel-serie bestående af fem film startende med Fantastiske skabninger og hvor de findes (2016). Fantastiske skabninger markerer begyndelsen på et delt univers kendt J. K. Rowling's Wizarding World.
Serien blev hovedsageligt produceret af David Heyman, og har Daniel Radcliffe, Rupert Grint og Emma Watson i de tre hovedroller som Harry Potter, Ron Weasley og Hermione Granger. Der er fire instruktører, som har arbejdet på serien; Chris Columbus, Alfonso Cuarón, Mike Newell og David Yates. Manuskriptet til filmene er skrevet af Steve Kloves med undtagelse af Harry Potter og Fønixordenen (2007), som blev skrevet af Michael Goldenberg. Produktionen tog over 10 år at færdiggøre, med hovedfortællingen om Harry Potters kamp med at vinde over sin ærkefjende Lord Voldemort.
Harry Potter og Dødsregalierne, der er den syvende og sidste roman i serien blev lavet om til to film i fuld spilelængde. Del 1 havde premiere i november 2010 og Del 2 fik premiere i juli 2011.
Harry Potter og Fangen fra Azkaban (2004) er den eneste af filmene, som ikke er blandt de 50 mest indbringende film nogensinde, hvor Harry Potter og Dødsregalierne – Del 2, som den mest indbringende i filmserien, og en af 30 film, der har indtjent mere end $1 milliard, hvilket placerer den som nummer 8 (oktober 2017). Uden at medregne inflation er det den fjerde mest indbringende filmserie med en samlet indtjening på $7,7 milliarder på verdensplan.

## Modtagelse
| Film                                    | Rotten Tomatoes       | Metacritic          | CinemaScore |
| --------------------------------------- | --------------------- | ------------------- | ----------- |
| Harry Potter og De Vises Sten           | 80% (194 anmeldelser) | 64 (35 anmeldelser) | A           |
| Harry Potter og Hemmelighedernes Kammer | 82% (230 anmeldelser) | 63 (35 anmeldelser) | A+          |
| Harry Potter og Fangen fra Azkaban      | 91% (250 anmeldelser) | 82 (40 anmeldelser) | A           |
| Harry Potter og Flammernes pokal        | 88% (247 anmeldelser) | 81 (38 anmeldelser) | A           |
| Harry Potter og Fønixordenen            | 78% (244 anmeldelser) | 71 (37 anmeldelser) | A−          |
| Harry Potter og Halvblodsprinsen        | 84% (268 anmeldelser) | 78 (36 anmeldelser) | A−          |
| Harry Potter og Dødsregalierne – Del 1  | 78% (262 anmeldelser) | 65 (42 anmeldelser) | A           |
| Harry Potter og Dødsregalierne – Del 2  | 96% (311 anmeldelser) | 87 (41 anmeldelser) | A           |